# 超訳 ニーチェの言葉
超訳 ニーチェの言葉（ちょうやく ニーチェのことば）は、白取春彦によって著された書籍。

## 概要
2010年1月、ディスカヴァー・トゥエンティワンより出版。
フリードリヒ・ニーチェによって残された言葉の中から、現代人にとってためになるものが選別された書籍。
発売から1ヵ月後にオリコンの週間売り上げが100位以内に。そこから順位を上げ同年3月22日には10位以内に、4月19日に最高位の4位に。
2011年12月、累計100万部を突破。
この書籍を取り上げて金正勲との対談が行われる。安定や安全を求めるのは一種の堕落であるなどと語られる。
樋口裕一との対談も行われる。ニーチェとワーグナーの関係について語られる。